# Spelutveckling
Spelutveckling kallas den process då man tillverkar spel. Idag används termen nästan uteslutande för datorspel eller konsolspel, men den innefattar även utvecklingen av andra spel, exempelvis brädspel och konfliktspel. Det finns både företag, grupper av privatpersoner och ensamma privatpersoner som sysslar med spelutveckling.

## Processer
- Speldesign – Detta är processen då man designar bakgrunden och spelreglerna för ett spel. Dokumentet som beskriver ett spels design kallas designdokument.
- Produktion – Detta är den del av utvecklingen där spelet skapas. Detta innebär att modellerarna designar och skapar de modeller som ska användas i spelet och för datorspel även att programmerarna skriver källkod och ljudmakarna tar fram ljud och musik.
  - Milstolpar – Dessa används under utvecklingen som ett sätt att få klart vissa delar. Ett exempel kan vara att ha en spelbar prototyp inför en mässa, exempelvis E3. De tidigaste spelbara versionerna brukar benämnas Alfa.
  - Testning – När spelet börjar bli färdigställt börjar man testa spelets funktioner och moment mer grundligt. Detta för att hitta buggar, designproblem, för svåra eller för lätta spelmoment och så vidare. När testningsfasen påbörjas avsätts tid för att åtgärda eventuella problem som upptäcks. Ibland släpper utvecklaren en version som allmänheten får testa. Dessa är oftast mer utvecklade än Alfa-versionen och brukar benämnas Beta.
- Slututveckling – När testningsfasen är avslutad och de flesta problemen är åtgärdade färdigställs de sista funktionerna och spelet skickas iväg för att tryckas och sedan skickas till återförsäljare.

## Underhåll av datorspel
Förr ansågs konsolspel vara färdiga när de släpptes då de inte kunde ändras efter det att spelen släppts till butikerna. Men då den senaste konsolgenerationen tillåter onlinespel börjar utvecklarna släppa uppdateringar till spelen efter att de har släppts. Samma utveckling har redan skett för spel på persondatorer och patchar är vanliga idag. På senare tid har det också blivit vanligt med små tillägg i form av nedladdningsbart innehåll. Onlinespel kräver ett kontinuerligt underhåll om spelets servrar tillhandahålls av företaget.

## Expansioner
Ett vanligt alternativ till att utveckla ett helt nytt spel är att utveckla ett expansionspaket som på något sätt expanderar ett tidigare spel genom att lägga till exempelvis möjlighet för fler spelare, nya banor och spelsätt eller fler och nya föremål.